# Virbiocyclops silvaticus
Virbiocyclops silvaticus – gatunek widłonoga z rodziny Cyclopidae; jedyny przedstawiciel rodzaju Virbiocyclops.

## Systematyka
Gatunek ten opisali w 1988 roku Carlos Eduardo Falavigna da Rocha i Maria Helena Gonzaga de Carvalho Bjornberg, nadając mu nazwę Allocyclops silvaticus. Miejsce typowe to Riachão do Dantas w stanie Sergipe w Brazylii (współrzędne 11°02′S 37°45′W/-11,033333 -37,750000). Okazy typowe znaleziono w ściółce na wilgotnej glebie na brzegu strumienia w pozostałościach lasu atlantyckiego. W 2012 roku Frank Fiers wprowadził dla tego gatunku nowy rodzaj Virbiocyclops.